# Hélène Rollès
Hélène Rollès (ur. 20 grudnia 1966 w Le Mans) – francuska piosenkarka i aktorka. Sławę zyskała grając w serialu Helena i chłopcy – (fr. Hélène et les Garçons), do którego zaśpiewała piosenkę, Pour l'amour d'un garçon.
W 1979 Rollès zagrała swoją pierwszą rolę w filmie, Le Mouton noir jako Alice u boku francuskiego aktora, Jacquesa Dutronca. Pod koniec lat 80. rozpoczęła karierę piosenkarki. Jej najbardziej znanym utworem jest Peut-être qu'en septembre, który w 1992 przez kilka tygodni utrzymywał się w pierwszej dziesiątce francuskich list przebojów, a także przyniósł jej sławę w wielu innych krajach. Od 2011 gra w serialu, Les Mystères de l'amour, razem z przyjaciółmi z planu, których poznała w 1992 występując w telenoweli, Hélène et les Garçons.
W 2013 Rollès zaadoptowała dwoje dzieci z Etiopii, chłopca o imieniu Marcus i dziewczynkę, June.

## Filmografia

### Seriale[2]
- 1988–1991: Pas de pitié pour les croissants (odc. 49, 75, 76, 123)
- 1990–1991: Salut Les Musclés jako księżniczka Gwendoline, potem Hélène Girard (odc. 34, 98)
- 1991–1992: Premiers baisers jako Hélène Girard
- 1992–1994: Hélène et les Garçons jako Hélène Girard
- 1993: Famille fou rire jako Hélène Girard
- 1995–1996: Le Miracle de l'amour jako Hélène Girard
- 2000–2007: Les Vacances de l'amour jako Hélène Girard (sezon 4, 5)
- od 2011: Les Mystères de l'amour jako Hélène Girard

### Filmy
- 1979: Le Mouton noir jako Alice
- 2000: Exit jako dziewczyna

## Dyskografia

### Albumy[3]
- 1989: Ce train qui s'en va
- 1992: Pour l'amour d'un garçon
- 1993: Je m'appelle Hélène
- 1994: Le Miracle de l'amour
- 1995: Toi... Émois
- 1997: À force de solitude
- 2003: Tourner la page
- 2012: Hélène 2012
- 2016: Hélène 2016
- 2021: Hélène 2021

## Nagrody i wyróżnienia
- 1993: Płyta platynowa za album, Je m'appelle Hélène[1].